# Joana d'Aragó i d'Armanyac
Joana d'Aragó i d'Armanyac (1375 - 1407) fou princesa d'Aragó i comtessa consort de Foix.

## Orígens familiars
Filla primera del rei d'Aragó Joan el Caçador i la seva primera muller, Mata d'Armanyac. Era neta per línia paterna del rei d'Aragó Pere el Cerimoniós i Elionor de Sicília, i per línia materna de Joan I d'Armanyac i Beatriu de Clermont. Mort el rei Joan va reclamar el tron per al seu marit, que va encapçalar dues expedicions al Principat en 1396 i 1397, que van fracassar, i els seus béns al Principat, confiscats. Vídua des del 1398 i sense fills, tornà a la cort aragonesa, després de renunciar als seus drets i els seus béns foren restituïts tret de Martorell i Castellví de Rosanes.

## Núpcies i descendents
Es casà el 4 de juny de 1392 amb el comte Mateu I de Foix, vescomte de Bearn i de Castellbò. D'aquest matrimoni, però, no tingueren fills.